# ウシュピア
ウシュピア（Ushpia、生没年未詳）は、初期アッシリア王国時代のアッシリアの王。
この時期のアッシリア王の系譜は後代のシャムシ・アダド1世などによる系譜操作や、史料の欠落によって正確性には疑問が残る。彼自身についても同時代史料が存在せずその業績ははっきりしない。だが、「テントに住んだ17人の王」と呼ばれる初期アッシリア王の中で最後の人物であり、何らかの変化があった時代の王であると考えられる。遥か後の新アッシリア王国時代の王エサルハドンが残した碑文にはアッシュール神殿の創健者であると記述されている。